# Авансцена
Авансце́на (фр. avant-scene — досл. передсцена) — відкрита частина сцени, що трохи висунута вперед до залу для глядачів, знаходячись між рампою і завісою або порталом, який прикрашали каріатиди, путті тощо. Над авансценою виконувався плафон.
Форми використання авансцени зумовлюються характером п'єси і творчим методом театру. Найчастіше авансцена використовується для інтермедій — сцен, що зв'язують окремі частини вистави.